# Rawlins (Wyoming)
Rawlins is een plaats (city) in de Amerikaanse staat Wyoming, en valt bestuurlijk gezien onder Carbon County. Rawlins kreeg zijn naam van generaal John A. Rawlins, stafchef van het Amerikaanse leger. Hij beschermde in 1867 de landmeters voor het traject van de eerste transcontinentale spoorlijn.

## Demografie
Bij de volkstelling in 2000 werd het aantal inwoners vastgesteld op 8538.
In 2006 is het aantal inwoners door het United States Census Bureau geschat op 8621, een stijging van 83 (1,0%).

## Geografie
Volgens het United States Census Bureau beslaat de plaats een oppervlakte van
19,2 km², geheel bestaande uit land.

## Plaatsen in de nabije omgeving
De onderstaande figuur toont nabijgelegen plaatsen in een straal van 96 km rond Rawlins.

## Geboren
- Jesse Garcia (1982), acteur